# Diane O'Grady
Diane Carolyn O'Grady (North Bay, 23 de noviembre de 1967) es una deportista canadiense que compitió en remo.
Participó en los Juegos Olímpicos de Atlanta 1996, obteniendo una medalla de bronce en la prueba de cuatro scull. Ganó una medalla de plata en el Campeonato Mundial de Remo de 1995, en la misma a prueba.

## Palmarés internacional
| Juegos Olímpicos   | Juegos Olímpicos         | Juegos Olímpicos  | Juegos Olímpicos |
| Año                | Lugar                    | Medalla           | Prueba           |
| ------------------ | ------------------------ | ----------------- | ---------------- |
| 1996               | Atlanta (Estados Unidos) | Medalla de bronce | Cuatro scull     |
| Campeonato Mundial |                          |                   |                  |
| Año                | Lugar                    | Medalla           | Prueba           |
| 1995               | Tampere (Finlandia)      | Medalla de plata  | Cuatro scull     |